# Fay Ripley
Fay Ripley, född 26 februari 1966 i London, är en brittisk skådespelare. Hon spelar Jenny Gifford i den mångåriga TV-serien Kalla fötter.

## Filmografi (urval)
- 1994 – Tyst vittne
- 1997 – Roseanna's Grave
- 1997–2019 – Kalla fötter (TV-serie)
- 2001 – Monstret i huset bredvid
- 2009–2010 – Reggie Perrin (TV-serie)
- 2015 – The Delivery Man (TV-serie)
- 2025 – What It Feels Like for A Girl (TV-serie)